# Geogamasus furcatius
Geogamasus furcatius är en spindeldjursart som beskrevs av Wolfgang Karg 1976. Geogamasus furcatius ingår i släktet Geogamasus och familjen Ologamasidae. Inga underarter finns listade i Catalogue of Life.